# 兰伯顿 (北卡罗来纳州)
兰伯顿（Lumberton）位于美国北卡罗来纳州南部，是罗伯逊县的县治所在。